# Каваиси, Тацуго
Тацуго Каваиси (яп. 河石 達吾 Каваиси Тацуго, 10 декабря 1911 - 17 марта 1945) — японский пловец, призёр Олимпийских игр.
Тацуго Каваиси родился в 1911 году в городе Огаки (сейчас — часть города Этадзима) префектуры Хиросима, окончил Университет Кэйо. В 1932 году принял участие в Олимпийских играх в Лос-Анджелесе, где завоевал серебряную медаль на дистанции 100 м вольным стилем. По возвращении в Японию в 1933—1935 годах работал инструктором в Академии Императорского флота. Затем переехал в Осаку и стал работать в Kansai Electric Power.
Вскоре Тацуго Каваиси был призван в армию, и стал служить в расквартированном в районе Хиросимы 11-м пехотном полку. После начала войны в Китае был отправлен на фронт, и за 5 лет дослужился до лейтенанта. После демобилизации вернулся к работе в Kansai Electric, однако в связи с ухудшением ситуации на фронтах Второй мировой войны в июне 1944 года был вновь призван на службу и направлен на остров Иводзима, где генерал Курибаяси сделал его командующим северным сектором обороны. Тацуго Каваиси погиб во время битвы за Иводзиму, и был посмертно произведён в капитаны.